# Berching
Berching (pronunciación en alemán: /ˈbɛʁçɪŋ/ⓘ) es una localidad alemana de Baviera localizada en el distrito de Neumarkt. El municipio está ubicado en el canal Rin-Meno-Danubio a 20 km al sur del distrito del que es parte.
El casco antiguo está rodeado por una muralla en prefecto estado y formado por varias torres de las cuales, una ha sido rehabilitada como un pequeño alojamiento.
Berching fue fundada en el año 883. Es la ciudad natal del compositor Christoph Willibald Gluck (1714-1787).